# Патрисія Реєс Спіндола
Патрисія Вероніка Нуньєс Реєс Спіндола (ісп. Patricia Verónica Núñez Reyes Spíndola; нар. 11 липня 1953, Оахака-де-Хуарес, Оахака) — мексиканська акторка театру, кіно та телебачення.

## Життєпис
Народилася 11 липня 1953 року в місті Оахака-де-Хуарес, штат Оахака. Вивчала акторську майстерність у Мексиці та Лондоні. В кіно дебютувала 1972 року, а два роки потому розпочала театральну кар'єру у Театрі Фру-Фру (Мехіко). В кіно співпрацювала з такими режисерами як Ненсі Карденас та Артуро Ріпштейн. Двічі лауреатка кінопремії Арієль у категорії Найкраща акторка — за ролі у фільмах «Мотиви Лус» (1985) та «Королева ночі» (1996). На початку 1980-х років почала зніматися на телебаченні, пізніше також виступила як режисер-постановник теленовел.
Також викладає у власній школі акторської майстерності M&M Studio у Мехіко, якою володіє спільно з сестрою Мартою Реєс Спіндола.
2011 року акторці було діагностовано рак молочної залози, вона перенесла мастектомію. У квітні 2015 року вийшла її автобіографічна книга «Повернення до багатьох життів» (ісп. La vuelta da muchas vidas).

## Вибрана фільмографія
| Рік       |   | Українська назва                 | Оригінальна назва                    | Роль                                  |
| --------- | - | -------------------------------- | ------------------------------------ | ------------------------------------- |
| 1976      | ф | Події на шахті Марусія           | Actas de Marusia                     | Роса                                  |
| 1978      | ф | Педро Парамо                     | Pedro Paramo                         | Едувіхес Діада                        |
| 1979      | ф | Повернення Ауреліо               | México norte                         | -                                     |
| 1982—1983 | с | Б'янка Відаль                    | Bianca Vidal                         | Сіріла                                |
| 1983—1984 | с | Прокляття                        | El maleficio                         | Теодора                               |
| 1984—1985 | с | Зрада                            | La traición                          | Лідія                                 |
| 1985      | ф | Мотиви Лус                       | Los motivos de Luz                   | Лус                                   |
| 1987      | ф | Кордони                          | Las confines                         | жінка                                 |
| 1988      | с | Дивне повернення Діани Салазар   | El extraño retorno de Diana Salazar  | Джордана Нуньєс                       |
| 1989      | с | Тереза                           | Teresa                               | Хосефіна Мартінес                     |
| 1990      | ф | Інший злочин                     | El otro crimen                       | епізод                                |
| 1990—1991 | с | У власному тілі                  | En carne propia                      | Тота де Ортега                        |
| 1991      | ф | Жінка з порту                    | La mujer del puerto                  | Томаса                                |
| 1992      | с | Трикутник                        | Triángulo                            | Вірхінія Верті де Гранадос            |
| 1993      | ф | От лякають!                      | Aquí espaantan!                      | Ремедіос                              |
| 1994—1995 | с | Політ орлиці                     | El vuelo del águila                  | Петрона Морі                          |
| 1994—2004 | с | Жінка, випадки з реального життя | Mujer, casos de la vida real         | різні персонажі                       |
| 1995      | ф | Неприручені жінки                | Mujeres insumias                     | Емма                                  |
| 1996      | ф | Королева ночі                    | La reina de la noche                 | Луча Реєс                             |
| 1996      | с | Запалений факел                  | La antorcha encendida                | донья Хуана де Форсеррада             |
| 1997      | с | Пекло в маленькому місті         | Pueblo chico, infierno grande        | Мартіна                               |
| 1997—1998 | с | Марія Ісабель                    | María Isabel                         | Мануела                               |
| 1999      | с | Хлопчик, що прийшов з моря       | El niño que vino del mar             | Альберта Гомес                        |
| 1999      | ф | Полковнику ніхто не пише         | El coronel no tiene quien le escriba | Хасінта                               |
| 2000      | ф | Поки не настане ніч              | Before Night Falls                   | Марія Тереса Фреє де Андраде          |
| 2001      | с | Зловмисниця                      | La intrusa                           | Рената де Веларде                     |
| 2001—2002 | с | Пристрасті за Саломеєю           | Salomé                               | Манола                                |
| 2002      | ф | Фріда                            | Frida                                | Матильда Кало                         |
| 2003      | с | Трішки блощіць                   | De pocas, pocas pulgas               | Грізельда                             |
| 2003—2004 | с | Нічна Маріанна                   | Mariana de la noche                  | Марія-Лола                            |
| 2005      | с | Мачуха                           | La madrastra                         | Вентуріна Гарсія                      |
| 2008      | с | Вогонь у крові                   | Fuego en la sangre                   | Кінтіна                               |
| 2008—2010 | с | Жінки-вбивці                     | Mujeres asesinas                     | Кармен / Тіта Гарса / Саграріо Кесада |
| 2011      | с | Рафаела                          | Rafaela                              | Карідад Мартінес                      |
| 2014      | с | Колір пристрасті                 | El color de la pasión                | Трінідад Баррера де Тревіньйо         |
| 2015—2016 | с | Бійтеся ходячих мерців           | Fear the Walking Dead                | Грізельда Салазар                     |
| 2016      | с | Шлях до долі                     | Un camino hacia el destino           | Бланка Мартінес                       |
| 2019      | с | Бар                              | El Bar                               | Лукресія Паломарес                    |
| 2019      | с | Королева Півдня                  | La reina del sur                     | Кармен Мартінес                       |
| 2019      | ф | Диявол між ногами                | El diablo entre las piernas          | Ісабель                               |
| 2020      | с | Донья                            | La doña                              | Флоренсія Моліна                      |
| 2020      | с | Імперія брехні                   | Imperio de mentiras                  | Сара Родрігес де Веласко              |
| 2023      | с | За твоїми межами                 | Más allá de ti                       | Зенаїда                               |

Режисер:
- 2000 — Завжди кохатиму тебе (ісп. Siempre te amaré), телесеріал.
- 2001 — Зловмисниця (ісп. La intrusa), телесеріал.
- 2001—2002 — Пристрасті за Саломеєю (ісп. Salomé), телесеріал, перша частина.
- 2012—2013 — Дівчина з маєтку «Ураган» (ісп. La mujer del vendaval), телесеріал, перша частина.

## Нагороди та номінації
Арієль
- 1976 — Найкраща акторка другого плану (Події на шахті Марусія).
- 1979 — Номінація на найкращу акторку (Повернення Ауреліо).
- 1986 — Найкраща акторка (Мотиви Лус).
- 1988 — Номінація на найкращу акторку другого плану (Кордони).
- 1990 — Найкраща акторка в епізоді (Інший злочин).
- 1996 — Найкраща акторка (Королева ночі).
- 1996 — Номінація на найкращу акторку (Неприручені жінки).

TVyNovelas Awards
- 1990 — Найкраща роль у виконанні заслуженої акторки (Тереза).
- 1995 — Найкраща акторка другого плану (Політ орлиці).
- 1998 — Номінація на найкращу роль у виконанні заслуженої акторки (Марія Ісабель).
- 2002 — Номінація на найкращу роль у виконанні заслуженої акторки (Пристрасті за Саломеєю)
- 2004 — Номінація на найкращу роль у виконанні заслуженої акторки (Нічна Маріанна).
- 2009 — Найкраща акторка другого плану (Вогонь у крові).
- 2012 — Номінація на найкращу роль у виконанні заслуженої акторки (Рафаела).
- 2015 — Номінація на найкращу роль у виконанні заслуженої акторки (Колір пристрасті).
- 2017 — Номінація на найкращу роль у виконанні заслуженої акторки (Шлях до долі).

ACE Awards
- 1989 — Найкраща акторка другого плану (Дивне повернення Діани Салазар).
- 1994 — Найкраща акторка (Політ орлиці).

Bravo Awards
- 1992 — Найкраща акторка (Жінка, випадки з реального життя).
- 1994 — Найкраще виконання (Політ орлиці).
- 2004 — Найкраща акторка (Нічна Маріанна).

Премія Palmas de Oro
- 2004 — Найкраща роль у виконанні заслуженої акторки (Нічна Маріанна).

TV Adicto Golden Awards
- 2020 — Найкраща роль у виконанні заслуженої акторки (Імперія брехні).